# Мёрике, Фолькер
Фолькер Мёрике (нем. Volker Moericke; 22 декабря 1913, Мангейм — 8 июня 1981) — немецкий энтомолог.
Вырос в Констанце, учился в Мюнхенском, Фрайбургском, Гёттингенском и Боннском университетах, в последнем в 1940 г. защитил докторскую диссертацию под руководством Ханса Блунка, работал в службе по борьбе с колорадским жуком. В 1941 г. был призван на военную службу. По окончании Второй мировой войны вернулся к научной и преподавательской работе во Фрайбургском университете, с 1947 г. вновь в Институте болезней растений Боннского университета, с 1961 г. профессор прикладной энтомологии сельскохозяйственного факультета. С 1976 г. на пенсии.
Изучал преимущественно тлей, особенно с точки зрения борьбы с ними как сельскохозяйственными вредителями. Попутно в ходе исследований цветового восприятия у тлей, поскольку обнаружилось, что при обнаружении нового растения-хозяина тли руководствуются преимущественно его цветом, Мёрике в 1951 году выяснил, что наилучшей ловушкой для этих насекомых является чашечка жёлтого или зелёного цвета (на дно чашечки Мёрике наливал фиксирующую жидкость). Такие ловушки, оказавшиеся эффективными и для ряда других насекомых, получили название ловушек Мёрике.